# Clem Curtis
Clem Curtis, geboren als Curtis Clements (Trinidad, 28 november 1940 – Olney (Buckinghamshire), 27 maart 2017), was een Britse soulzanger. Van 1966 tot 1968 was hij de leadzanger van The Foundations.

## Biografie
Clem Curtis werd in 1940 geboren op het eiland Trinidad als zoon van een populaire zangeres, van wie hij zei dat hij zijn gehoor voor muziek van haar erfde. Hij kwam op 15-jarige leeftijd naar het Verenigd Koninkrijk en werkte aanvankelijk als decorateur en professionele bokser. Op 25-jarige leeftijd trad hij toe tot The Ramong Sound, die later werd omgedoopt tot The Foundations. Nadat hij in 1968 werd vervangen door Colin Young, begon hij een solocarrière in de Verenigde Staten met de steun van zijn vriend Sammy Davis jr.. Daar werkte hij, aangemoedigd door Wilson Pickett en Sam & Dave in het toenmalige clubcircuit. In Las Vegas trad hij onder andere op bij The Righteous Brothers. Tijdens de jaren 1970 keerde hij terug naar Engeland en formeerde hij The Foundations opnieuw, die o.a. optraden in het London Palladium, de Royal Albert Hall, maar ook in clubs, hotels en tijdens concerten over de hele wereld. Eind jaren 1980 behoorde hij naast de vier andere sterren van het toenmalige beatmuziektijdperk, Reg Presley, Brian Poole, Mike Pender en Tony Crane tot de maar kort bestaande superband The Corporation. In 2016 speelde hij zichzelf in de film Flashback: The History of UK Black Music.

## Overlijden
Clem Curtis overleed in maart 2017 op 76-jarige leeftijd aan de gevolgen van longkanker.

## Discografie
- 1967: From the Foundations
- 1968: Rockin' the Foundations (live)
- 1969: Digging the Foundations
- 1971: Mountain over the Hill
- 1972: I've Never Found a Girl (To Love Me Like You Do) / Point of No Return
- 1974: I Don't Care What People Say
- 1979: Unchained Melody / Need Your Love
- 1983: Dancing in the Street